# Музикотерапія

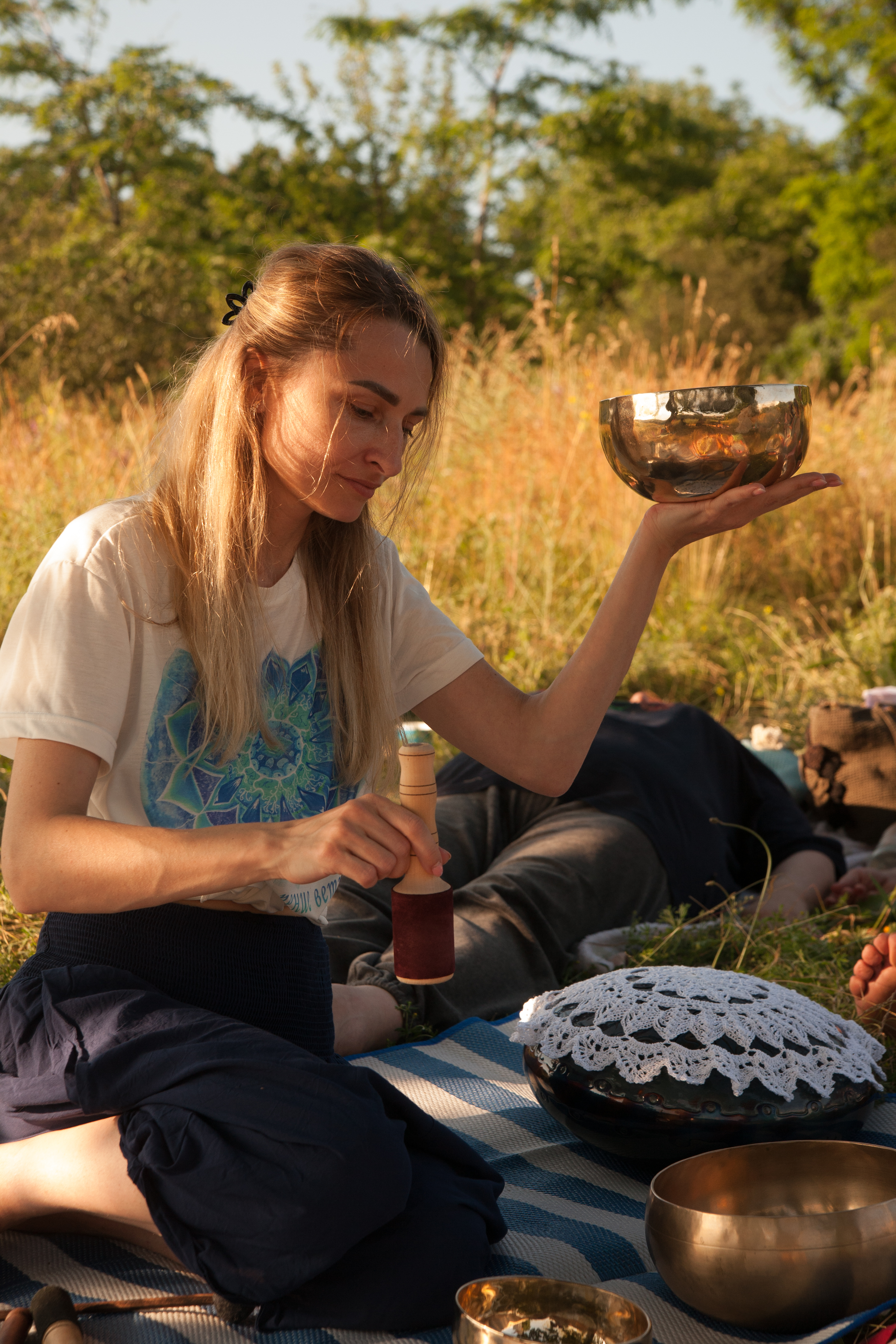
Музикотерапія на березі Дніпра.Терапевт -Ірина Штепа

Музикотерапія (музична терапія) — це процес міжособистісного спілкування, у якому кваліфікований музикотерапевт застосовує музику та всі сторони її впливу — фізичну, емоційну, інтелектуальну, соціальну, естетичну і духовну — з метою покращення чи збереження здоров'я клієнта. За допомогою таких музичних практик, як вільна імпровізація, спів, композиція, слухання, обговорення музики чи рух під музику, музикотерапевт допомагає клієнтові у досягненні ряду терапевтичних цілей: активізувати пізнавальні процеси, моторику, емоційний розвиток, набути комунікативні навички тощо. Музикотерапія сприяє розвиткові потенційних якостей особи чи відновлення функцій організму шляхом досягнення вищого ступеня внутри- чи міжособистісної інтеграції й, відповідно, вищої якості життя. Музикотерапія може бути засобом профілактики, реабілітації чи лікування. Теоретичною базою музикотерапії як науки є такі дисципліни, як клінічна терапія, біомузикологія, музична акустика, теорія музики, психоакустика, прикладне музикознавство, музична естетика і порівняльне музикознавство. Клієнт може бути скерований на курс музикотерапії своїм лікарем-куратором, психологом, психотерапевтом, лікарем медпункту за місцем роботи чи навчання, однак наявність лікарського скерування для проходження такого курсу не є обов'язковою.
Нині музикотерапія як оздоровча дисципліна поширена в усьому світі. Освіту за цією спеціальністю можна здобути у країнах Європи (Австрія, Велика Британія, Данія, Іспанія, Італія, Німеччина, Польща, Угорщина, Фінляндія, Франція), Азії та Океанії (Австралія, Ізраїль, Корея, Таїланд) й американського континенту (Сполучені Штати Америки, Аргентина, Бразилія, Венесуела, Канада, Колумбія, Куба, Мексика, Перу, Пуерто-Рико, Уругвай, Чилі).

## Історія

### Стародавній світ
Застосування музики з терапевтичною метою бере свій початок з доісторичної доби, адже музика була частиною «магічних», релігійних та цілительських ритуалів. Однак першими письмовими пам'ятками, де згадується про вплив музики на людське тіло, є єгипетські папіруси, знайдені англійським археологом Пітрі у 1889 р. Ці папіруси датуються 1500-м р. до н. е. Музика в них описана як засіб, здатний зцілювати тіло, заспокоювати розум та очищувати душу; так, зокрема, вона наділяється властивістю сприятливо впливати на жіночу фертильність.
Єврейський народ також послуговувався музикою при лікуванні фізичних і психічних захворювань. Саме цими часами датуються перші повідомлення про застосування музикотерапії.
Наукові підвалини музикотерапії було закладено в античній Греції. Основні представники:
- Піфагор: вважав, що існує музика світил, що виникає під час їхнього руху й відображає математичні співвідношення між ними. Математичні поняття було опрацьовано для пояснення гармонії, що існує в музиці, у Всесвіті та в душі людини; тож психічні захворювання було визначено як результат гармонічного чи музичного порушення в останній, а музика — наділена здатністю відновлювати втрачену гармонію.
- Платон: вірив у божественне походження музики й у те, що вона може тішити богів і тамувати їхній гнів. У своїй праці «Республіка» зазначав важливість музики для освіти молоді й обґрунтовував, чому слід виконувати одні мелодії та відкидати інші.
- Аристотель: йому належить перша теорія про значний вплив музики на людське буття. Ця теорія — теорія Етосу — зокрема, твердить, що музика створює різні стани душі.

### Перша половина XX століття
Проте стародавні традиції і досвід згодом були загублені. Лише з XIX століття починається відродження музикотерапевтичної практики.
У 1899 р. невропатолог Джеймс Л.Корнінг провів вперше дослідження з використанням музики для лікування пацієнтів. Перші наукові праці, що досліджують механізм впливу музики на людину, з'явилися в кінці дев'ятнадцятого поч. XX століття. У роботах В. М. Бехтерева, І. М. Догеля, І. Р. Тарханова та інших з'являються дані про сприятливий вплив музики на центральну нервову систему, дихання, кровообіг, газообмін.
На зміну емпіричному етапу використання музики прийшов етап експериментально-фізіологічних досліджень. Під керівництвом В. М. Бехтерева в 1913 р. в Росії було засновано «Товариство для визначення лікувально-виховного значення музики і гігієни». Перша згадка про застосування музичної терапії в журналі Американської музичної асоціації датована роком 1914.
В медицині музикотерапію почав застосовувати французький психіатр Еськіроль. В 30-х роках музикотерапію використовували німецькі терапевти при лікуванні виразки шлунка, швейцарські — при лікуванні легких форм туберкульозу. Австрійські акушери за допомогою музики знеболювали пологи. Використання музики і звуку як анестезуючого засобу стало застосовуватися і в стоматологічній і хірургічній практиці. Вся ця практика стала основою розвитку музикотерапії після другої світової війни.
Як навчальна дисципліна, музикотерапія вперше з'явилася в 1918 році у Колумбійському університеті (США), її розробником стала Маргарет Андерсен, музикант з Великої Британії. Поступово була усвідомлена необхідність розробки академічних програм підготовки професійних музикотерапевтів і в інших навчальних закладах, а 1975 в Лондоні був заснований Центр музичної терапії.

### Друга половина XX століття
У другій половині XX століття інтерес до музичної терапії і механізму її впливу істотно зріс. Зрослий технічні можливості в дослідженні фізіологічних реакцій, що виникають в організмі в процесі музичного сприйняття. Було показано, що музика активно впливає на функції всіх життєво важливих фізіологічних систем, інтенсивність різних фізіологічних процесів дихання та серцево-судинну систему кровообіг, призводить навіть до певних гормональним та біохімічним змінам.
У багатьох країнах Західної Європи і США виникли і набули великої популярності музико-психотерапевтичні центри: у Швеції та Австрії — Osterreichisch Gesellschaft zur Forderung der Musiktherapie, Швейцарии — Schweizer Forum fur Musiktherapie, Німеччині — Arbeitsgemeinschaft fur Musiktherapie.
Дотепер музична терапія набула поширення в усьому світі і з середини XX століття розвивається як окрема індустрія. Швидкому поширенню музичної терапії сприяє системна криза медичної допомоги, загальний негативний соціальний фон. Експерименти ведуться у кількох напрямках: вплив окремих музичних інструментів на живі організми, вплив музики великих геніїв людства, індивідуальний вплив окремих творів композиторів, вплив на організм людини традиційних народних напрямків в музиці, а також сучасних напрямків, перинатальна музикотерапія.

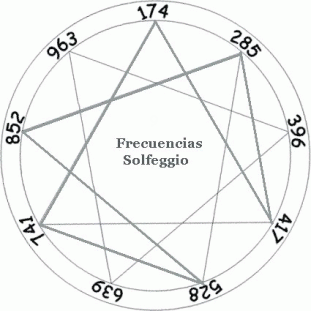
Схема частот Сольфеджіо

У середині 1970х років американцями Джозефом Пулео та Леонардом Горовіцем під час вивчення різноманітних релігійних текстів будо відкрито 6 частот Сольфеджіо, або частот піднесення (англ. Solfeggio frequencies): 396 Гц, 417 Гц, 528 Гц, 639 Гц, 741 Гц, 852 Гц, прослуховування музики з якими згідно багатьом діслідженням здатне покращувати психологічний стан людини, також, як помітили дослідники, музичні інструменти Стародавнього Світу були налаштовані переважно на 432 Гц, яка згідно новітнім даним хоч і не входить в перелік основних частот піднесення, але має заспокійливий ефект    .

## Визначення
Термін «музикотерапія» має греко-латинське походження і в перекладі означає «лікування музикою». Існує багато визначень поняття музикотерапії. Наприклад, Німецьке товариство музикотерапії визначає її як «практично зорієнтовану наукову дисципліну», тісно пов'язану з медициною, суспільними науками, психологією, музикознавством та педагогікою. Значна частина вчених вважають музикотерапію допоміжним засобом психотерапії, засобом специфічної підготовки пацієнтів до застосування складних терапевтичних методів. Інші автори визначають музикотерапію як:
- Контрольоване застосування музики у лікуванні, реабілітації, освіті і вихованні дітей і дорослих, що страждають на соматичні і психічні захворювання[6]
- Системне застосування музики для лікування фізіологічних і психосоціальних аспектів хвороби чи розладу[7][8][9][10]

Музикотерапія в цілому розвивається як інтегративна дисципліна, суміжна із нейрофізіологією, психологією, рефлексологією, музичною психологією, музикознавством та іншими науками. Вона все більше стверджується у статусі універсальної виховної системи, здатної оптимізувати процес особистісного розвитку людини у складних умовах сучасного суспільного життя.

## Рецептивна музикотерапія
Рецептивна музикотерапія є найстарішою формою музикотерапії. На відміну від активної форми музикотерапії, рецептивна не включає в себе активне музіціювання пацієнта як компонент. Пацієнт пасивно сприймає музику, відтворювану терапевтом чи за допомогою звуковідтворюючого пристрою, жодним чином не впливаючи на музичний образ. У зв'язку з цим рецептивну музикотерапію називали раніше пасивною, та це поняття зазнало змін, оскільки сприймання музики постає також і активним процесом. Рецептивна музикотерапія ґрунтується на тому факті, що прослуховування музики здатне поглибити самоспостереження та самосприйняття. Для активізації власних ресурсів застосовують біографічно значущу музику (таку, що асоціюється із певними подіями життя). Таким чином, дія музики на людину сильно залежить від її музичних смаків та суб'єктивного сприйняття, на формування яких впливають музична біографія, вік, соціальний статус, обставини прослуховування тощо. Музику на терапевтичному сеансі можна відтворювати за допомогою технічних звуковідтворюючих засобів. Це уможливлює довільне число бездоганних повторень, що точно відповідають оригіналу. Інший варіант — виконання музики терапевтом; у цьому випадку клієнт чи пацієнт бере участь у зміні настроїв і почуттів терапевта, і це відволікає чи може відволікти його від «власної» музики, «переналаштувати». Важливими областями застосування рецептивної музикотерапії є робота з немовлятами, терапія, геріатрія, робота з пацієнтами, що знаходяться у комі та при смерті.

## Активна музикотерапія
Різниця між активною і рецептивною музикотерапією випливає з аспекту музично-образної участі пацієнта. У процесі активної музикотерапії пацієнт бере активну участь шляхом гри на музичному інструменті. Музичний інструмент, на якому пацієнт імпровізує (переважно), поруч із вербальним і невербальним дає йому новий засіб вираження — музичний. Вибір музичного інструмента чи інструментів здійснюється в залежності від конкретної терапевтичної ситуації, тобто тісно пов'язаний з поточним станом чи етапом, на якому перебуває пацієнт. Музична чи інструментальна підготовка пацієнта ролі не відіграє, оскільки музика, що застосовується у музикотерапії, не ставить жодних вимог до здібностей чи вправності.

## Спільні і відмінні риси музикотерапії та навчання музики

### Відмінності
Одна з найбільших проблем при визначенні терміну «музикотерапія» полягає у тому, що музикотерапію часто плутають з навчанням музики, а відтак вчителя музики вважають музикотерапевтом. В деяких авторів можна зустріти невдале визначення музикотерапії як однієї з форм музичної освіти. Інші автори стверджують, що музикотерапія включає в себе навчальну практичну роботу. Більш консервативні прихильники застосування музикотерапії як винятково лікувального напрямку переважно заперечують зв'язок між нею і навчанням музики, виокремлюючи наступні вісім відмінностей:
1. У навчальній діяльності музика є метою сама по собі (ми вчимося грати на музичному інструменті), тоді як у музикотерапії вона є засобом, за допомогою якого досягається певних змін.
2. Навчання музики є закритим однонапрямленим навчальним процесом, натомість музикотерапія є процесом відкритим, який передбачає експериментування, взаємодію і розвиток.
3. Зміст музичної освіти поділено на теми, наперед визначені навчальною програмою; зміст музикотерапії є динамічним і може витворюватися у процесі.
4. Цілі навчання музики є загальними для всіх учнів, універсальними і мало змінними, цілі музикотерапії індивідуалізовані й специфічні для кожного пацієнта.
5. Діяльність при навчанні музики планується таким чином, щоб удосконалити виконання музичного твору; у музикотерапії якість виконання розглядається через призму досягнення терапевтичного ефекту.
6. У музичній освіті не проводиться попереднього оцінювання, а лише згодом результати усіх учнів оцінюються за встановленою шкалою; перед початком музикотерапії проводиться оцінювання початкового стану і дається характеристика відносно динамічних цілей, поставлених у результаті попереднього оцінювання.
7. Процесом музичного навчання керує вчитель музики, процесом музичної терапії — терапевт. Вчитель забезпечує навчання з метою вдосконалення музичних вмінь, тоді як музикотерапевт допомагає вибудувати зв'язок між музичними практиками пацієнта і його станом здоров'я.
8. При навчанні музики вчитель передає учневі наперед визначений зміст навчання і мотивує до набуття знань, вмінь та навичок. У музикотерапії між терапевтом і пацієнтом вибудовується співпраця для досягнення терапевтичних цілей, а зміст її є власним для кожного пацієнта.

### Спільні риси
- Музика є основним робочим елементом.
- Музика є мовою і засобом спілкування.
- Встановлюється міжособистісний зв'язок між вчителем/музикотерапевтом і учнем/пацієнтом.
- За мету ставиться досягнення певних результатів.
- Обидва процеси є систематичними, тобто мають намір, організацію і здійснюються на регулярній основі.
- Передбачена практика музичного виконання.

## Музика як вид людської діяльності
Вплив музики на людську поведінку з очевидністю простежується від початків історії людства. Протягом усієї історії життя людини доповнювалося і зазнавало впливу музики, якій приписувався ряд функцій. Музика була і залишається засобом невербального спілкування, а також інструментом, що допомагає керувати і контролювати поведінку групи осіб чи окремого індивіда.
Музика сприяє встановленню і зміцненню міжособистісних зв'язків, адаптації індивіда до середовища, в якому він перебуває. З іншого боку, музика являє собою стимул, що збагачує процеси сприймання, пізнання (мислення), мовлення, научіння і запам'ятовування, а також покращити моторику, усім цим підвищуючи креативність і здатність адаптуватися до змін. Використовуючи різні типи музики, можна змоделювати різні психічні стани, що, своєю чергою, відіб'ється на здатності до психічної, рухової і пізнавальної діяльності. Механізм такого впливу музики пов'язаний із діяльністю центральної нервової системи людини.
У процесі прослуховування музичних стимулів у різних системах передачі сигналів у мозку відбуваються певні зміни. Наприклад, прослуховування неприємних звуків сприяє підвищенню секреції серотоніну — гормону, що має безпосередній стосунок до агресивності чи депресії.
Виділяють 2 основні типи музики за її впливом на поведінку і стан людини, а саме, заспокійливу музику, що характеризується правильністю ритму, передбачуваністю динаміки й гармонійністю звучання, і музику стимулюючу, що підвищує енергійність людини, спонукає до діяльності і збуджує емоційність.

## Напрями музичної терапії
Музична терапія послуговується як методами, що постали з освітньої практики, так і своїми власними.
Професор Кеннет Е. Брассія у статті «Огляд лікувальних процедур в імпровізаційній музичній терапії» розглядає більш як 16 моделей імпровізаційної музичної терапії. Серед яких: «Творча музична терапія» П. Нордофф та К. Роббінс, «Терапія вільної імпровізації» Джульєтти Алвін, «Аналітична музична терапія» М. Прістлі, «Музична психодрама» — підходом, розробленим Дж. Морено а багато інших.
Виявлено позитивний вплив музичної терапії при роботі з особами, що страждають на поведінково-емоційні розлади. Особливістю такої роботи є те, що вибір типу музикотерапії у кожному конкретному випадку здійснюється на основі відповідної психологічної теорії, а серед робочих моделей можна назвати біхевіоральну, когнітивну біхевіоральну і психодинамічну терапію.
Ще одна модель, тісно пов'язана із нейробіологією і йменована нейромузикотерапією (НМТ), «базується на уявленнях про нейробіологічний вплив сприймання і продукування музики та про її вплив на функції мозку, що прямого стосунку до музики не мають, а відтак і на поведінку» Іншими словами, НМТ вивчає діяльність мозку за впливу музики та поза ним, для того, щоб за допомогою музики цілеспрямовано змінювати різні параметри функціонування мозку, тим самим викликаючи вже «немузичні» зміни стану клієнта.

### Музикотерапія у роботі з дітьми
Сеанси дитячої музикотерапії можуть бути як індивідуальними, так і груповими. Зазвичай при першій зустрічі музикотерапевт у співпраці з дитиною визначає цілі, яких передбачається досягнути протягом курсу терапії. Музикотерапія є дієвим засобом розв'язання таких проблем у дітей, як проблеми міжособистісного спілкування, уваги, мотивації та поведінки.
У кімнатах для проведення сеансів терапії має бути представлене широке різноманіття музичних інструментів з різних країн світу. Бажано, щоб інструменти були барвистими, а матеріали, з яких вони виготовлені, вирізнялися своєю текстурою; проте найважливішим чинником вибору залишається висока якість їхнього виготовлення і точність настроювання. Оскільки за своїми віковими та індивідуальними особливостями не всі діти однаково здатні впоратися з інструментом, то кожен інструмент неодмінно має бути підлаштований під дитину, яка на ньому гратиме. Врахування усіх цих моментів дозволить підвищити ефективність терапії, зробити враження від неї більш яскравими, а результат — успішним.

### Терапія підлітків з афективними розладами

#### Музика й афективні розлади
За даними клініки Майо  [Архівовано 15 грудня 2013 у Wayback Machine.], з кожних 100 000 підлітків від двох до трьох тисяч страждають на афективні розлади, а 8—10 здійснюють спроби самогубства. Найбільш поширеними афективними розладами у підлітків є депресія та біполярний розлад.
У підлітків відзначається цілий ряд позитивних ефектів від прослуховування музики, наприклад, позитивний вплив на емоційний стан, соціальну поведінку, на формування власної особистості тощо. Музика допомагає відчути свою незалежність та індивідуальність, що, своєю чергою, дозволяє людині глибше пізнати себе й усвідомити власну самість. Водночас музика, сигналізуючи про співзвучність почуттів її авторів та прихильників із власними почуттями конкретного слухача, виступає чинником, що єднає людину з оточуючими, даючи їй тим самим відчуття душевного комфорту. Крім цього, музика є засобом, що допомагає дати вихід емоціям чи опанувати їх і, таким чином, упоратися зі складними ситуаціями. Знижуючи рівень стресу і тривоги, музика покращує настрій і допомагає протистояти депресії чи навіть попередити її. Освітні музичні програми є для підлітків безпечною можливістю самовираження та нагодою набути таких життєво необхідних якостей, як самодисципліна, старанність і терпіння, підвищити рівень впевненості й самооцінку.

#### Скерування на терапію й оцінка стану пацієнта
Прослуховування музики підлітками з лікувальною метою є можливим, однак це не означає, що кожен підліток потребує музикотерапевтичних сеансів.
Чимало підлітків переживають період підліткової тривожності, спричиненої розвитком мозку і тіла, яка характеризується інтенсивною внутрішньою боротьбою і суперечностями. В декого можуть розвиватися більш серйозні афективні розлади, наприклад, депресія й біполярний розлад. За результатами обстеження у терапевта чи бесіди зі шкільним психологом підлітка може бути скеровано на курс музикотерапії. Перед її початком важливо провести оцінку стану пацієнта і сформулювати цілі та об'єкти впливу. У практиці зарубіжних музикотерапевтів, наприклад, згідно з Правилами клінічної практики Американської асоціації музикотерапії,, оцінюванню підлягають «основні категорії психологічних, пізнавальних, комунікативних, соціальних та фізіологічних функцій із зосередженням на потребах та сильних сторонах пацієнта… та визначенням особливостей реакції пацієнта на музику, його музичних здібностей і смаків» За результатами оцінювання складається індивідуальний план музикотерапевтичного впливу.

#### Методи лікування
При роботі з підлітками застосовують різні методи музикотерапії. Теоретичною базою музикотерапевтичної моделі є психодинамічний, біхевіористичний і гуманістичний підходи. Методи можна класифікувати відповідно до ролі пацієнта (активний і рецептивний) або виду підготовки (імпровізаційний і структурований). Найбільш поширеними методами є музична імпровізація, виконання готових музичних творів, рецептивне слухання, вербальне обговорення музики. Дослідження показало, що зміни стану підлітків «є більш виразними при застосуванні дисциплінуючих музикотерапевтичних методів, таких, як імпровізація і вербальне обговорення музики». Висновки цього дослідження говорять також про те, що музикотерапевт має зважено підходити до вибору методу для кожного пацієнта, оскільки цей вибір зумовлює позитивний або негативний результат музикотерапевтичного лікування.
Хоча для необізнаних із предметом це може видатись дивним, ефективність музикотерапії є такою ж, як і ефективність традиційних форм терапії. Проводячи мета-аналіз дієвості музичної терапії для дітей і підлітків із психопатологіями, Голд, Ворачек і Віграм (Gold, Voracek, and Wigram, 2004) розглянули 10 досліджень, проведених за період з 1970 по 1998 р. з метою оцінити загальну ефективність музикотерапії для дітей і підлітків із психопатологіями трьох різних категорій: розлади поведінки, емоційні розлади і порушення розвитку. Результати мета-аналізу виявили, що «музикотерапія цих пацієнтів має дуже істотний ефект, рівень якого оцінюється від середнього до високого, із клінічно значними наслідками». Найбільш ефективною музикотерапія виявляється для осіб із комбінованими діагнозами. Слід також зауважити, що «ефект музикотерапії є тим стійкіший, чим більше сеансів було проведено».
Попри те, що вплив музикотерапії на підлітків з афективними розладами потребує подальшого вивчення, проведені дослідження демонструють одержані за її допомогою позитивні результати.

## Форми музичної терапії
Розрізняють основні форми музикотерапії: рецептивну, активну, інтегративну.
Рецептивна музикотерапія (пасивна) відрізняється тим, що пацієнт у процесі музикотерапевтичного сеансу не бере в ньому активної участі, займаючи позицію простого слухача. Йому пропонують прослухати різні музичні композиції або вслухатися в різні звучання, що відповідають стану його психічного здоров'я та етапу лікування.
Активні методи музичної терапії засновані на активній роботі з музичним матеріалом: інструментальна гра, спів.
Інтегративна музикотерапія поряд з музикою задіює можливості інших видів мистецтва: малювання під музику, музично-рухливі ігри, пантоміма, пластична драматизація під музику, створення віршів, малюнків, оповідань після прослуховування музики і ін творчі форми.
Музично-терапевтичні методи, як правило, підбираються індивідуально.

## Музикотерапевтичний вплив
С.Шабутин. С.Хміль, І.Шабутіна вважають, що музикотерапія:
- активізує функції нервової системи;
- зменшує больовий поріг;
- регулює виділення гормонів, що знижує стрес;
- впливає на серцевий ритм і пульс;
- може підвищувати і знижувати кров'яний тиск;
- знижує м'язову напругу і покращує координацію рухів;
- нівелює неприємні відчуття, впливає на температуру тіла;
- впливає на травлення;
- впливає на енергоінформаційний потенціал організму;
- може поліпшити пам'ять і здатність до навчання;
- стимулює внутрішньоутробний розвиток плода.

Крім того, музика володіє стимулюючою дією на настрій і емоції, дозволяючи підтримувати спортивний дух і тим самим довгостроково впливаючи на фітнес-досягнення.

### Окремі приклади
- Газета «Факти» від 28 квітня 2006 року, розповідаючи про досвід Козятинського реабілітаційного центру для важко хворих дітей (ДЦП синдром Дауна, генетичні захворювання), повідомляє, що «12-річна Аня, яка страждає на ДЦП, завдяки заняттям музикою навчилася ходити, танцювати і стала переможцем чотирьох міжнародних естрадних конкурсів»;
- Французький актор Жерар Депардьє позбувся заїкання за 3 місяці, щодня слухаючи за порадою лікаря музику Моцарта.
- Бразильські вчені провели експеримент, в якому взяли участь 60 пацієнтів, що страждали різними порушеннями зору. Половина учасників готувалися до дослідження зору під музику Моцарта. Інші чекали початку тестування в повній тиші. Пацієнти, що чекали початку тесту під музику Моцарта, краще фокусували зір і впоралися із завданням значно швидше, ніж ті, хто готувався до тестування в тиші.

### Агенти впливу
Найчастіше для музикотерапевтичних досліджень використовується музика В. А. Моцарта. Проте відомі застосування музики різних типів.
Так, в онкологічному диспансері Архангельська використали як основу лікувального сеансу церковні дзвони.
Італійській доктор Лучано Бернарді досліджував властивості італійської оперної музики і знайшов, що арії Верді прекрасно синхронізуються з серцево-судинним ритмом.
Американський дослідник Енріко Куреррі Enrico Curreri, захоплений естетичними концепціями Дж. Кейджа, залучав до своїх експериментів твори цього композитора, в тому числі беззвучний твір 4′33″.
В Україні, починаючи від 2000-х і дотепер музикотерапією займається С. С. Недериця.